# Нгарасе, Лаисениа
Лаисениа Нгарасе (англ. Laisenia Qarase; 4 февраля 1941, Вануа-Мбалаву, Восточный округ — 21 апреля 2020, Сува) — фиджийский государственный и политический деятель. Занимал должность премьер-министра Фиджи с 2000 по 2006 год. После того, как военные подавили государственный переворот, который привёл к смещению премьер-министра Махендры Чаудри, Лаисениа Нгарасе присоединился к Временному военному правительству в качестве финансового советника 9 июня 2000 года до своего назначения на должность премьер-министра 4 июля 2000 года. Одержал победу на двух парламентских выборах, но 5 декабря 2006 года в результате военного переворота был отстранен от власти. Позже был заключен в тюрьму по обвинению в коррупции, выдвинутому правительством, поддерживаемым военными.
Уроженец Вануа-Мбалаву на островах Лау, является одним из многих лауанцев, занимавших высшие руководящие должности на Фиджи.

## Биография
Родился в 1941 году в клане Тота в Маване на Вануа-Мбалаву в семье Джосатеки Мате. Окончил гимназию для мальчиков в Суве, а затем в 1959 году покинул Фиджи и окончил новозеландский Оклендский университет по специальности коммерция. Затем стал работать в Совете по делам Фиджи и был государственным служащим в министерствах финансов, торговли, промышленности. В 1983 году стал первым этническим фиджийцем-управляющим директором государственного Банка развития Фиджи и занимал эту должность пятнадцать лет. После переворота 1987 года новое правительство призвало его помочь восстановить разрушенную экономику страну. Представил план из девяти пунктов, который предусматривал расширение государственной помощи фиджийцам и создание холдингов. Однако этот план в основном привёл к банкротствам, и Лаисениа был втянут в скандал с Fijian Holdings из-за приобретения акций его семьей. В 1994 году стал председателем телевидения Фиджи и вступил в конфликт с правительством из-за то, что оно не проконсультировалось с ним по поводу своих планов по привлечению американских инвестиций в компанию.
Имел коренное фиджийское, тонганское и еврейское происхождение. Его мать — дочь Джона Германа Маафу Боумана, у которого были родители-евреи: Александр Боуман и Сара Аннетт. Был женат на Лебе Нгарасе, от которой у него было пятеро детей. Являлся вождём в своей родной деревне Мавана на острове Вануа-Мбалаву, где носил традиционный титул рату Туи Кобуко.

## Государственный переворот 2006 года
По случаю своего 65-летия 4 февраля 2006 года заявил, что в случае его переизбрания на выборах, которые состоятся 6-13 мая, это, скорее всего, будет его последний срок на посту. Одержал победу на выборах, но продолжающиеся разногласия между его правительством и вооружёнными силами Республики Фиджи завершились военным переворотом 5 декабря 2006 года. На следующий день Fiji Village сообщило, что военные доставили его самолетом на родной остров Вануа-Мбалаву, а Radio New Zealand объявило, что он сбежал туда. Затем Лаисениа сообщил Radio New Zealand, что находится в подавленном состоянии, но не выбыл и намеревается продолжать борьбу, а также призвал к мирному народному восстанию. В тот же день сообщалось, что он попросил военную помощь у Австралии. «Би-би-си» сообщила, что после того, как коммодор Фрэнк Мбаинимарама предупредил его не разжигать насилие, премьер-министр Нгарасе планировал вернуться в Суву, откуда был изгнан, но ему сообщили, что в случае возвращения грозит арест.
Находясь на Вануа-Мбалаву он по-прежнему открыто осуждал военный переворот, сравнивая новое правительство с режимом Саддама Хусейна, Адольфа Гитлера и Иди Амина в интервью, цитируемом газетами Fiji Times и Fiji Village 13 и 14 декабря 2006 года.
2 февраля 2007 года издание Fiji Village процитировало Нгарасе, который сообщил Radio Australia, что он рассматривает возможность участия в выборах при восстановлению демократии, которые, как ожидается, состоятся в течение следующих пяти лет.
6 сентября 2007 года Фрэнк Мбаинимарама ввел новый режим чрезвычайного положения сроком на один месяц, утверждая, что Нгарасе и его представитель Песели Кинивувай распространяли ложные сведения и пытались вызвать дестабилизацию обстановки. Фрэнк Мбаинимарама заявил, что Нгарасе и его представитель должны вернуться на Вануа-Мбалаву и тогда они смогут поговорить.
4 октября 2007 года инициировал судебное обжалование государственного переворота. Военное положение было отменено 6 октября 2007 года на том основании, что угрозы стране не было.
Выборы предварительно были назначены на февраль 2009 года, но состоялись только в сентябре 2014 года. Нгарасе был одним из нескольких политиков, которым было запрещено баллотироваться на государственные должности, а его «Объединённая фиджийская партия» была вынуждена распуститься. Партия была реорганизована и была вынуждена взять название на английском, а не на фиджийском языке («Социал-демократическая либеральная партия»). Позже партия была вынуждена изменить инициалы, чтобы они не соответствовали бывшей партии Нгарасе, хотя её политические позиции остались прежними.

### Обвинения в коррупции
В январе 2010 года сообщалось, что Нгарасе предстанет перед судом по обвинению, выдвинутому поддерживаемым военными временным правительством, в злоупотреблении своим служебным положением. Был признан виновным в злоупотреблении служебным положением и неисполнении своих обязанностей и 3 августа 2012 года приговорен к одному году тюремного заключения. Его сторонники считают, что обвинения были политически мотивированными.